# Lårskav
Lårskav (eng. chub rub) innebär att insidan på låren skaver mot varandra (friktion) så att det uppstår hudirritation och smärta. Lårskav blev år 2018 ett nytt ord i svenskan för något som rimligen är ett urgammalt fenomen.
Problemet med lårskav är vanligt hos män och kvinnor i alla åldrar. Ofta anges lårskav vara ett kvinnoproblem men det är lika vanligt hos män. Det finns flertalet andra ord på fenomenet där många bara används dialektalt. Andra ord är bland annat infanterield, gångsirka och jägarbrand.
Det finns produkter utvecklade för att skydda mot lårskav som skapar en skyddande "glidyta" vilket minskar friktionen när låren gnids mot varandra. En annan lösning är ett extra klädlager exempelvis cykelbyxor, mamelucker, trosor/kalsonger med långa ben, lårspetsband eller strumpbyxor. 

## Lårskav och kroppspositivism
Lårskav har länge varit ett problem som det dock inte pratats så mycket om. Ett problem som dessutom ofta är förknippat med skamkänsla. Att fenomenet började uppmärksammas mer och mer i Sverige har sannolikt två förklaringar, dels nya svenska företag som tagit fram produkter utvecklade för att skydda mot lårskav, dels rörelsen kring kroppspositivism. 
En vanlig vanföreställning är att lårskav bara uppstår mellan "tjocka" lår kopplat till fetma. Lårskav kan dock uppstå på lår i alla storlekar eftersom bäckenets utformning också påverkar. Även muskulösa lår går ihop och skapar lårskav.
SVT Edit är en av de offentliga aktörerna som tagit upp lårskav och behovet att avdramatisera problemet.